# Holden Commodore (ZB)
Holden Commodore (ZB) ― п'яте і останнє покоління Holden Commodore, що випускалося нині неіснуючим австралійським брендом Holden з 2018 по 2020 рік.

## Огляд

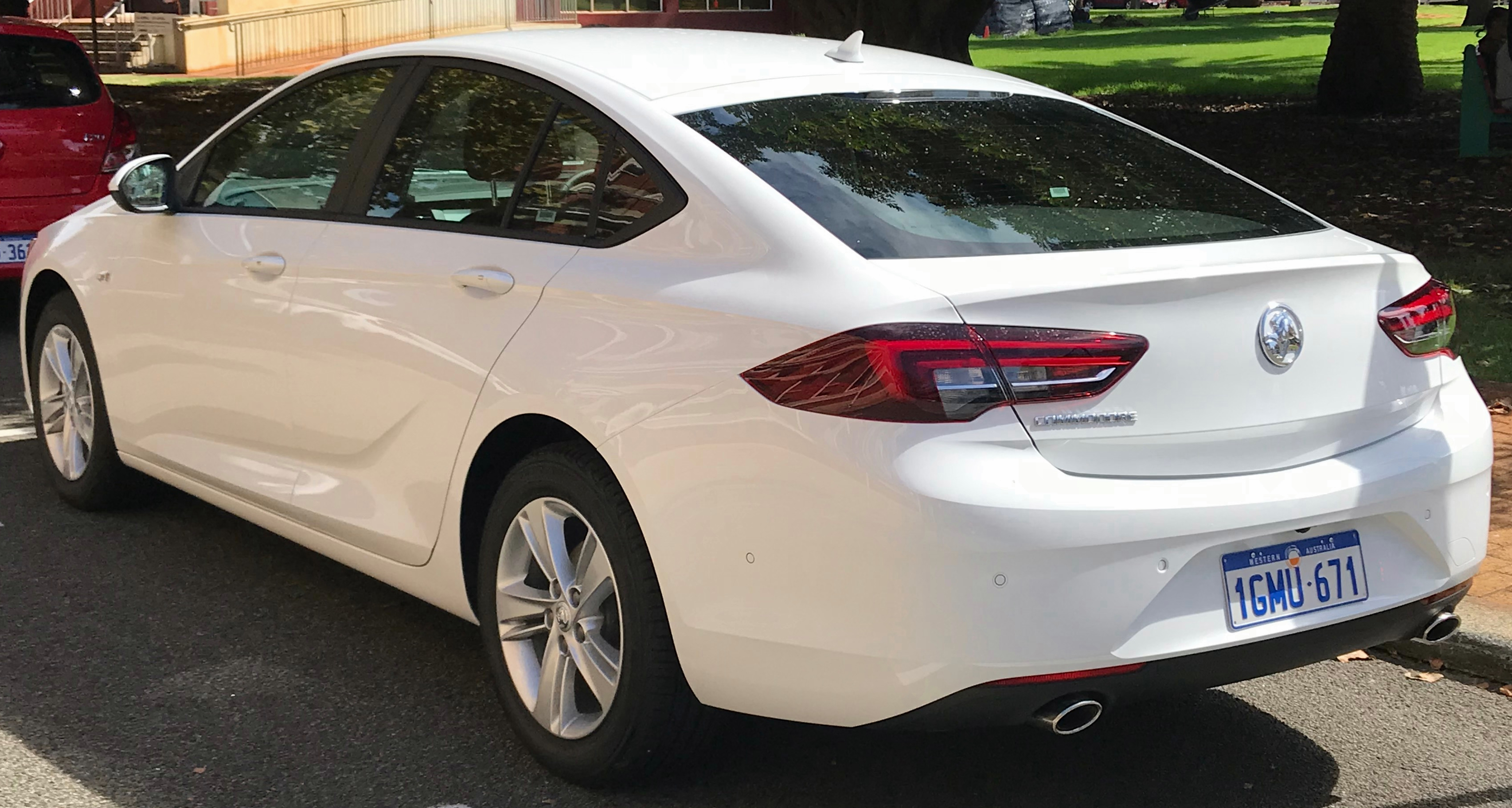

Це була перша і єдина імпортна модель Holden, яка продавалася під назвою Commodore. Модельний ряд включав п'ятидверний ліфтбек і п'ятидверний універсал.
Раніше Holden продавав Insignia першого покоління під брендом Opel (Opel Insignia) в 2012 і 2013 роках, а також під брендом Holden (Holden Insignia) з 2015 по 2017 рік. Це була перша модель Holden Commodore, вироблена за межами Австралії, після закриття австралійських автозаводів Holden в Елізабеті, Південна Австралія, та Фішерманс-Бенд, штат Вікторія, у п'ятницю, 20 жовтня 2017 року.
Це був перший за тридцять років Commodore з чотирициліндровим двигуном у стандартній комплектації, і, хоча це і суперечливо, перший за сорок років виробництва, який не мав силового агрегату V8. GM прийняв рішення припинити австралійське виробництво Holden Commodore через падіння продажів і збитки.
ZB Commodore виявився непопулярним в Австралії, що призвело до скорочення виробничого графіка та найнижчих продажів за місяць з моменту випуску оригінального VB Commodore у 1978 році. Листопад 2019 року став найнижчим місяцем, коли було продано лише 309 Commodore.
ZB Commodore та шильдик Commodore було знято з виробництва наприкінці 2020 року через низькі продажі. Через два місяці бренд The Holden буде повністю знятий з виробництва до 2021 року.

## Розробка
Розробка ZB Commodore розпочалася у 2012 році, обидва автовиробники працювали пліч-о-пліч, проектуючи та розробляючи наступне покоління Insignia, причому Holden пристосував його до австралійських умов.
ZB Commodore відрізняється від Z18 Insignia, на якій він базується, більш прямим і чутливим австралійським рульовим керуванням, підвіскою і налаштуванням вихлопної системи, динамікою руху і відчуттями від керування автомобілем, а також 3,6-літровим LGX V6 (який не зустрічається в жодному варіанті ні Vauxhall, ні Opel Insignia). Шасі було перероблено, а звуковий симфонічний підсилювач версії VXR також був повністю змінений інженерами Bose.
Коли автомобіль був готовий, прототипи відправили до Австралії для тестування. З 2012 по 2017 рік Holden пройшов понад 100 000 км випробувань, під час яких інженери підготували автомобілі до місцевих доріг і зробили їх схожими на попередні покоління Commodore.

## Двигуни
- 2.0 л LTG турбо I4
- 3.6 л LGX V6
- 2.0 л Fiat Multijet II турбо-дизель I4